# Tony Scott (calciatore)
Tony Scott (Huntingdon, 1º aprile 1941 – Perth, 17 settembre 2021) è stato un calciatore inglese, di ruolo attaccante.

## Caratteristiche tecniche
Era un'ala.

## Carriera
Esordisce tra i professionisti nella stagione 1959-1960 con il West Ham Utd; in particolare, gioca la sua prima partita il 6 febbraio 1960 nell'incontro di prima divisione perso per 4-2 sul campo del Chelsea. Chiude la sua prima stagione con 4 presenze ed una rete. L'anno seguente gioca invece 12 partite e segna un ulteriore gol; nella stagione 1961-1962 viene impiegato con maggior frequenza, totalizzando 22 presenze e 4 reti (più ulteriori 2 presenze in Coppa di Lega). La sua migliore stagione in carriera è però la 1962-1963, nella quale gioca 27 partite nel campionato di First Division segnandovi 10 reti. Rimane agli Hammers per 3 ulteriori stagioni, nelle quali però viene impiegato con scarsa frequenza (18 incontri totali spalmati nell'arco di un triennio e 3 sole reti segnate, tutte in Coppa di Lega nella stagione 1963-1964); in quest'ultimo triennio vince inoltre la FA Cup 1963-1964, il successivo Charity Shield e la Coppa delle Coppe 1964-1965. Lascia quindi il club dopo complessive 97 presenze e 19 reti in incontri ufficiali (tra cui 83 presenze e 16 reti nella prima divisione inglese).
Nella stagione 1965-1966 si trasferisce all'Aston Villa, dove rimane per 2 stagioni totalizzando ulteriori 50 presenze e 3 reti in prima divisione; passa quindi al Torquay Utd, dove gioca per 3 stagioni, tutte in terza divisione, con un bilancio complessivo di 87 presenze e 4 reti in partite di campionato. Gioca poi per 2 anni nel Bournemouth, con cui prima conquista una promozione dalla Fourth Division alla Third Division e poi conquista la salvezza in questa categoria, per un totale di 62 presenze e 6 reti nell'arco del biennio. Chiude infine la carriera nel 1974, dopo aver giocato per 2 stagioni con l'Exeter City in Fourth Division (51 presenze e 2 reti in partite di campionato nell'arco del biennio).
In carriera ha totalizzato complessivamente 333 presenze e 31 reti nei campionati professionistici inglesi (tra cui 136 presenze e 20 reti in prima divisione).

## Palmarès

### Club

#### Competizioni nazionali
- Coppa d'Inghilterra: 1

West Ham: 1963-1964
- Community Shield: 1

West Ham: 1964

#### Competizioni internazionali
- Coppa delle Coppe: 1

Westh Ham: 1964-1965